# Aéroport d'Arica Chacalluta
L'aéroport d'Arica Chacalluta (code IATA : ARI • code OACI : SCAR) est un aéroport desservant la ville d'Arica, capitale de la province d'Arica , dans le nord de la région d'Arica et Parinacota du Chili.

## Situation
Il est situé à 18,5 km au nord-est de la ville et 1 km au sud de la frontière avec le Pérou.

### Carte des aéroports du Chili
| \| 100 km1:8 652 000 \| Porvenir El Salvador La Serena Mocopulli Valdivia Pucón Puerto Montt Puerto Williams Antofagasta Arica El Loa Iquique Osorno Balmaceda Araucanie Désert de l'Atacama Santiago Concepcion Île de Pâques Punta Arenas |
| 100 km1:8 652 000 |

## Compagnies aériennes et destinations
| Compagnies  | Destinations                    |
| ----------- | ------------------------------- |
| Amaszonas   | Iquique (Diego Aracena)         |
| LATAM Chile | Santiago du Chili-A.-M.-Benítez |
| Sky Airline | Santiago du Chili-A.-M.-Benítez |

Édité le 17/11/2018